# ملبنيات
الملبنيات (الاسم العلمي: Lactobacillales) هي رتبة من البكتيريا تتبع الطبقة من طائفة العصيات. هي فرع حيوي من فروع البكتريا إيجابية الغرام ولاهوائية. تتميز هذه البكتريا بأن لها مجتوى قليل من الزوج القاعدي غوانين-سيتوزين GC، كما أنها مقاومة نسبياً للأحماض.
تقوم هذه البكتريا بتقويض السكريات إلى حمض اللبنيك في عملية التخمر اللبني.

## التصنيف
- الملبنات
  - المُلَبِّنَةُ
  - المملسة
- المكورات المعوية
  - المكورة المعوية

## اقرأ أيضاً
- خلالية (بكتيريا)